# (467157) 2016 EY88
(467157) 2016 EY88 es un asteroide perteneciente al cinturón de asteroides, descubierto el 11 de marzo de 1996 por el equipo Spacewatch desde el Observatorio Nacional de Kitt Peak (Arizona, Estados Unidos).